# Enicospilus subhubeiensis
Enicospilus subhubeiensis är en stekelart som beskrevs av Wang 1997. Enicospilus subhubeiensis ingår i släktet Enicospilus och familjen brokparasitsteklar. Inga underarter finns listade i Catalogue of Life.